# The Stargate Project
The Stargate Project är ett amerikanskt samriskföretag skapat av Open AI, Softbank, Oracle och MGX.
Syftet med Stargate är att göra investeringar i AI infrastruktur, bland annat ska investeringarna bekosta uppbyggnaden av flera stora datahallar samt bygga upp den elproduktion som behövs för att driva servrarna.
Initialt planerar företaget att investera 100 miljarder USD med en potentiell ökning till 500 miljarder USD över de fyra nästkommande år.
Softbank kommer ha det financiella ansvararet och Open AI kommer att ha det operativa ansvaret.
Masayoshi Son är utsedd att vara styrelseordförande.

## Historia
Stargate projektet tillkännagavs den 21 januari 2025 av USA:s president Donald Trump tillsammans med Softbanks:s VD Masayoshi Son, Open AI:s vd Sam Altman och Larry Ellison från Oracle. 
Tillkännagivadet kom dagen efter att Donald Trump upphävde Joe Bidens 100-sidiga presidentorder som behandlade säkerhetsstandarder för Artificiell intelligens.
Första iterationen av projektet blev offentligt i mars 2024 när Microsoft och Open AI gick ut med att de tillsammans skulle göra stora, långsiktiga investeringar i AI.